# Nouvelle-Zélande aux Jeux olympiques d'été de 1932
La Nouvelle-Zélande participe aux Jeux olympiques d'été de 1932, à Los Angeles. Le porte-drapeau de sa délégation qui ne comprend qu’une seule femme est le rameur John MacDonald. Les Néo-zélandais glanent une seule médaille, en argent. Ils se situent en 21e position dans le tableau des médailles.

## Médailles
| Médaille          | Nom                                          | Sport  | épreuve           |
| ----------------- | -------------------------------------------- | ------ | ----------------- |
| Médaille d'argent | Cyril Alec Stiles Fredrick Houghton Thompson | Aviron | Deux sans barreur |

## Sources
- (fr) Nouvelle-Zélande sur le site du Comité international olympique
- (en) Nouvelle-Zélande aux Jeux olympiques d'été de 1932 sur Olympedia.org